# مهدي سجدي
مهدي سجدي (بالفارسية: مهدی سجادی) هو لاعب كرة قدم إيراني، ولد في 17 أكتوبر 1999 في أراك في إيران.

## وصلات خارجية
- مهدي سجدي على موقع قاعدة بيانات كرة القدم.إي يو (الإنجليزية)
- مهدي سجدي على موقع Soccerway.com (الإنجليزية)